# Augusta Bádenská
Augusta Bádenská (Augusta Marie Johana; 10. listopadu 1704 – 8. srpna 1726) se narodila jako bádenská princezna a sňatkem s Ludvíkem I. Orleánským se stala orleánskou vévodkyní. Její manžel byl vnukem bývalého nepřítele jejího otce, Ludvíka XIV. Ve Francii známá jako Auguste de Bade, zemřela při porodu.

## Dětství
Augusta se narodila v Aschaffenburgu jako deváté dítě velitele císařského vojska Ludvíka Viléma I. Bádenského a jeho o dvacet let mladší manželky Sibyly Sasko-Lauenburské. Po Ludvíkově smrti v roce 1707 se Sibyla stala regentkou za Augustina bratra Ludvíka Jiřího.
Její matka byla velkou patronkou umění, udělala z Bádenska centrum architektonické kultury. V době svého regentství objednala Sibyla výstavbu čtyř paláců a dvou kostelů. Augusta viděla stavbu Schloss Favorite v Rastattu.
Její teta Anna Marie Františka byla sňatkem s Gianem Gastonem Medicejským toskánskou velkovévodkyní.

## Manželství
Jakožto regentka, hledala vhodného manžela pro svou jedinou dceru Augustu Sibyla. Hlavními matčinými kandidáty byli: princ Alexander Ferdinand Thurn-Taxis, syn a dědic Anselma Františka, 2. Knížete z Thurn-Taxis, bohatého německého šlechtice z rodiny Thurn-Taxis a generálního poštmistra Svaté říše římské. Druhým kandidátem byl francouzský princ Ludvík I. Orleánský.
Její matka upřednostňovala spojení s Francií, protože tím by se posílily vztahy s mocným sousedem. Augusta však kvůli svým kořenům dávala přednost sňatku s Němcem. Nakonec dala Augusta na svou matku a souhlasila se sňatkem s Ludvíkem Orleánským, za kterého se provdala 13. července 1724. Orleánským přinesla poměrně malé věno 80 000 livrů.
U dvora ve Versailles byla známa jako Jeanne  nebo Auguste de Bade. Sňatkem s Prvním princem královské krve získala titul Madame la Princesse a stala se jednou z nejdůležitějších dam u dvora mladého Ludvíka XV- V době Augustiny svatby byl mladý král Ludvík zasnuben se svou sestřenicí Marianou Viktorií Španělskou. Pár se nikdy nevzal a princezna byla v roce 1725 poslána zpět do Španělska. Augusta byla u dvora oblíbená a proslula svým půvabem. V roce 1725 se Ludvík XV. oženil s Marií Leszczyńskou, tím se Augusta dostala jeden krok za královnu, co se týče postavení a etikety. Ona a její manžel žili v Château de Saint-Cloud, jedné z orleánských rezidencí, měli také byt ve Versailles, kde se v roku 1725 narodil jejich syn Ludvík Filip.
Augusta čekala na začátku srpna na porod druhého dítěte ve Versailles, její tchyně ji však donutila ve vysokém stupni těhotenství k návratu do Paříže, aby se dítě narodilo v Palais-Royal. Z Versailles odešla 4. srpna. Nicméně, kvůli porodním bolestem se museli zastavit v Sèvres. Navzdory zastávám se vrátila do Paříže.
Augusta zemřela 8. srpna 1726 ve 21 letech, tři dny po porodu svého druhého dítěte, v Palais-Royal, pařížském sídle Orleánských. Přes krátkost jejich vztahu, mnoho současníků řeklo, že si byl pár blízký a zamilovali se do sebe na první pohled. Po její smrti držel vdovec dlouhé období smutku. O Augustě se říkalo, že měla všechny skvělé vlastnosti srdce a že zemřela ke všeobecné lítosti Francie.
Byla pohřbena v kostele Val-de-Grâce v Paříži. Po její smrti teta jejího manžela, Alžběta Charlotta Orleánská, přemlouvala Ludvíka ke sňatku s jednou ze svých dcer, buď s Alžbětou Terezou Lotrinskou, nebo s Annou Šarlotou. Ludvík však všechny návrhy odmítl, k velké zlosti své tety.

## Potomci
- 1. Ludvík Filip I. Orleánský (12. 5. 1725 Versailles – 18. 11. 1785 Seine-Port), vévoda orleánský od roku 1752 až do své smrti[1]
⚭ 1743 Luisa Henrietta Bourbonská (20. 6. 1726 Paříž – 9. 2. 1759 tamtéž)[2]
⚭ 1757 Charlotte-Jeanne Béraud de La Haye de Riou (4. 10. 1738 Paříž – 6. 2. 1806 tamtéž), známá jako Madame de Montesson, morganatické manželství[3]
- 2. Luisa Marie Orleánská (5. 8. 1726 Paříž – 14. 5. 1728 Saint-Cloud)[4]

## Tituly a oslovení
- 10. listopadu 1704 – 13. července 1724: Její Proslulá Výsost markraběnka Augusta Bádenská
- 13. července 1724 – 8. srpna 1726: Její Jasnost vévodkyně orleánská